# Cytidinmonofosfát
Cytidinmonofosfát (CMP) je nukleotid složený z ribózy, cytosinu a jedné fosfátové skupiny. Je také známý jako kyselina 5'-cytidylová nebo jednoduše cytidylát. Jako substituent má podobu předpony cytidylyl-.
CMP je jeden ze čtyř základních nukleotidů ribonukleových kyselin. Je to nukleotid, který je základní stavební částicí ribonukleové kyseliny (RNA).
Hlavním zdrojem CMP je RNA rozložená RNAázou, tedy jedním z enzymů, které katalyzují hydrolýzu RNA.

## Reakce
- CMP může být fosforylován na cytidindifosfát (CDP) enzymem CMP kinázou. Dárcem fosfátové skupiny je adenosintrifosfát (ADP) nebo guanosintrifosfát (GTP).
- Cytidintrifosfát (CTP) je generován aminací uridintrifosfátu.

## Funkce
- CMP je základní stavební jednotkou životně důležité ribonukleové kyseliny RNA, což je nukleová kyselina tvořená vláknem nukleotidů, které obsahují cukr ribózu, fosfátové skupiny a nukleové báze adenin, guanin, cytosin a uracil. RNA je zodpovědná za přenos informace z úrovně nukleových kyselin do proteinů a u některých virů je dokonce samotnou nositelkou genetické informace.

CMP s navázanou N-acetylneuraminovou kyselinou (sialovou kyselinou)

- CMP s navázanou N-acetylneuraminovou kyselinou (sialovou kyselinou)CMP je v organismu využíván k aktivaci a přenosu některých sacharidových struktur (například sialových kyselin). Mnoho glykosyltransferáz (a jiných enzymů metabolismu sacharidů) není schopno přenášet sacharidy přímo, ale pouze navázané na některý derivát nukleotidu (specifický pro daný sacharid). Volné sacharidy jsou přeneseny na CTP (cytidintrifosfát) za vzniku fosfodiesterové vazby mezi C5 (pátým uhlíkem) ribózy a hydroxylovou skupinou na anomerním uhlíku (většinou C1 nebo C2) daného sacharidu.